# Lepidiota olivacea
Lepidiota olivacea är en skalbaggsart som beskrevs av Hermann Burmeister 1855. Lepidiota olivacea ingår i släktet Lepidiota och familjen Melolonthidae. Inga underarter finns listade i Catalogue of Life.